# خوسيه كانديدو دي ميلو كارفاليو
خوسيه كانديدو دي ميلو كارفاليو (بالبرتغالية: José Cândido de Mello Carvalho‏) هو عالم حشرات وعالم حيوانات وأستاذ جامعي برازيلي، ولد في 11 يونيو 1914 في Carmo do Rio Claro ‏ في البرازيل، وتوفي في 22 أكتوبر 1994 في Tijuca ‏ في البرازيل.